# Major League Baseball 1884
|  | En bruger mener at denne artikel bør overvejes slettet - af grunde der ikke dækkes ind af {Notabilitet}, {Reklame}, {Snævert emne}, {Tætpå} eller {Uencyklopædisk} (overvej evt. om en af disse skabeloner er mere dækkende). Klik her for at se sletningsforslaget. (Ved anvendelse af denne skabelon skal Wikipedia:Sletningsforslag opdateres) |

Major League Baseball 1884 var den niende sæson i Major League Baseball. Tre ligaer er i denne sæson kategoriseret som en major league:
- National League 1884
- American Association 1884
- Union Association 1884

National League havde deltagelse af otte hold, der alle spillede 113-116 kampe, og mesterskabet blev vundet af Providence Grays, som vandt 84 og tabte 28 kampe, og som dermed vandt National League for anden gang. American Association havde deltagelse af tolv hold, som hver skulle spille 110 kampe, og titlen blev vundet af New York Metropolitans, der opnåede 75 sejre og 32 nederlag, og som vandt sit første mesterskab. Kampene i National League og American Association blev afviklet i perioden 1. maj – 15. oktober 1884.
Ligaen Union Association startede sæsonen med otte hold. I løbet af året lukkede fire af ligaens hold imidlertid, men de blev erstattet af andre hold, så i alt nåede tolv hold at deltage i ligaen, hvor sæsonen spændte over perioden 19. april - 19. oktober 1884. Mesterskabet blev vundet af St. Louis Maroons med 94 sejre og 19 nederlag i holdets 114 kampe. 1884-sæsonen var den første og eneste afviklede sæson i Union Association, der efterfølgende blev nedlagt, og mestrene, St. Louis Maroons, blev i stedet optaget i National League til den efterfølgende sæson.
Union Associations kategorisering som major league har været kritiseret af et antal moderne baseballhistorikere, først og fremmest Bill James. Ligaen havde et antal major league-spillere (i det mindste på St. Louis' hold), men ligaens generelle niveau og organisation var betydeligt dårligere end i de to etablerede major leagues, National League og American Association. F.eks. opnåede ligaens stjernespiller, Fred Dunlap, aldrig tilsvarende succes i en anden major league. James fandt endvidere ud af, at samtidige baseball guides heller ikke anså Union Association for at være en major league. De tidligste beskrivelse af Union Association som en major league var Ernest Lanigan's The Baseball Cyclopedia, der blev udgivet i 1922.

## World's Championship Series
Efter sæsonen mødtes de to vindere af National League og American Association i "World's Championship Series". Det var det første mesterskabsopgør mellem baseballklubber fra forskellige ligaer og en forløber for nutidens World Series, der officielt først blev oprettet i 1903. Indtil da havde der ikke været tradition for mesterskabskampe mellem hold fra forskellige ligaer, men i 1884 udfordrede New York Metropolitans' manager, Jim Mutrie, sin modpart, Frank Bancroft fra Providence Grays, til en serie bedst af tre kampe, der alle blev afviklet i New York City for at maksimere entreindtægterne, der blev delt af de to hold.
Opgøret blev vundet af National League-mesteren Providence Grays med 3-0 i kampe efter sejre på 6-0, 3-1 og 12-2, hvor kun den første kamp gik de fulde ni innings. Anden kamp blev afbrudt efter syv innings på grund af mørke, og den tredje kamp efter seks innings på grund af ekstrem kulde. De tre kampe blev spillet i dagene 23. - 25. oktober 1884 på Polo Grounds i New York City under overværelse af 2.500, 1.000 hhv. 300, dvs. i alt 3.800 tilskuere.
Selvom Providence Grays allerede havde afgjort opgøret efter de to første kampe, blev den tredje kamp alligevel afviklet for at generere flere entreindtægter, men i den bidende kulde dukkede der kun 300 tilskuere op. På grund af vejret ønskede Grays oprindeligt slet ikke kampen afviklet men blev tilbudt muligheden for at vælge dommer, hvis holdet stillede op. Grays accepterede tilbuddet og valgte strategisk Tim Keefe, modstandernes bedste pitcher, som dommer.